# First Miles
First Miles è un album antologico del trombettista jazz statunitense Miles Davis, pubblicato dalla Savoy Jazz giapponese nel 1988 e contenente alcune tra le sue prime registrazioni discografiche.
I brani del disco provengono dalla prima seduta di registrazione in assoluto a cui partecipò Davis nel 1945 e dalla prima da lui effettuata come leader nel 1947 per la Savoy Records al tempo in cui militava nel gruppo di Charlie Parker.

## Tracce
1. Milestones, Pts. 1 & 2 - 2:46
2. Milestones, Pt. 3 - 2:45
3. Little Willie Leaps, Pts. 1 & 2 - 3:45
4. Little Willie Leaps, Pt. 3 - 2:51
5. Half Nelson, Pt. 1 - 2:51
6. Half Nelson, Pt. 2   2:43
7. Sippin' At Bell's, Pts. 1 & 2 - 3:19
8. Sippin' At Bell's, Pts. 3 & 4 - 2:33
9. That's The Stuff You Gotta Watch, Pt. 1 - 3:04
10. That's The Stuff You Gotta Watch, Pt. 2 - 3:11
11. That's The Stuff You Gotta Watch, Pt. 3 - 3:15
12. Pointless Mama Blues - 2:50
13. Deep Sea Blues - 3:15
14. Bring It On Home, Pts. 1 & 2 - 3:05
15. Bring It On Home, Pt. 3 - 2:49	'
16. Now's The Time, Pt. 4 - 3:16

## Edizioni
- 1988 – LP, Savoy Jazz SJL 1196, Giappone
- 1995 – CD, Savoy Jazz CY-78995, Giappone, rimasterizzato digitalmente